# Oliemolenbeek
De Oliemolenbeek is een beek die bij Renkum in de Nederlandse provincie Gelderland in de Nederrijn stroomt.
De Oliemolenbeek ontspringt ten noorden van de Bennekomseweg te Renkum. De beek wordt gevoed door diverse sprengen zoals de Oliemolenspreng, de Beukenspreng en de Quadenoordsespreng. Het noordelijk deel van de beek ligt in het midden van het Renkums Beekdal; ten zuiden van de Bennekomseweg volgt de Oliemolenbeek de westzijde van het beekdal.
De Oliemolenbeek mondt tezamen met de Halveradsbeek in het zuidelijk deel van het beekdal via een duiker onder de provinciale weg N225 uit in een strang van de Nederrijn.

## Molens
Langs de Oliemolenbeek stonden de volgende molens:
- Kwadenoord II (1713-heden)
- Molen bij de Kortenburg